# Odpowiedzialność (Łotwa)
Odpowiedzialność – Związek Socjaldemokratycznych Partii Politycznych (łot. ATBILDĪBA – sociāldemokrātiska politisko partiju apvienība) – łotewskie centrolewicowe ugrupowanie polityczne powstałe przed wyborami 2010. 

## Historia
Ugrupowanie zostało założone na kongresie w dniu 5 czerwca 2010, który odbył się w Domu Towarzystwa Łotewskiego w Rydze przy ul. Merķeļa 13. W jego skład weszły: Łotewska Socjaldemokratyczna Partia Robotnicza, partia "Nasza Ziemia" (Mūsu zeme), Partia Sprawiedliwości Społecznej (Sociālā taisnīguma partija) oraz Odrodzenie Łotwy (Latvijas Atmoda). W kongresie założycielskim wzięli udział liderzy LSDSP Jānis Dinevičs (prezes) i Aivars Timofejevs (sekretarz generalny), a także Valdis Lauskis (Partia Sprawiedliwości Społecznej), Māris Pļaviņš (Odrodzenie Łotwy), Ilmārs Ančāns (Nasza Ziemia) oraz pojedynczy członkowie partii Demokrāti.lv popierający koalicję i przedstawiciele związków zawodowych.
Członkowie sojuszu przedstawili kompleksowy program, z którym poszli do wyborów 2010. Opowiadają się za progresywnym systemem podatkowym, utrzymaniem płacy minimalnej, podjęciem kroków zmierzających do redukcji bezrobocia, likwidacją pułapki kredytowej, w jaką wpadli mieszkańcy Łotwy, utrzymaniem zabezpieczeń społecznych dla emerytów, osób niepełnosprawnych i najuboższych, a także kontrolą cen leków przez państwo. 
W wyborach do Sejmu X kadencji w 2010 koalicja uzyskała 0,64% głosów i nie przekroczyła bariery uprawniającej do udziału w podziale mandatów.